# Palatul Ducal din Modena

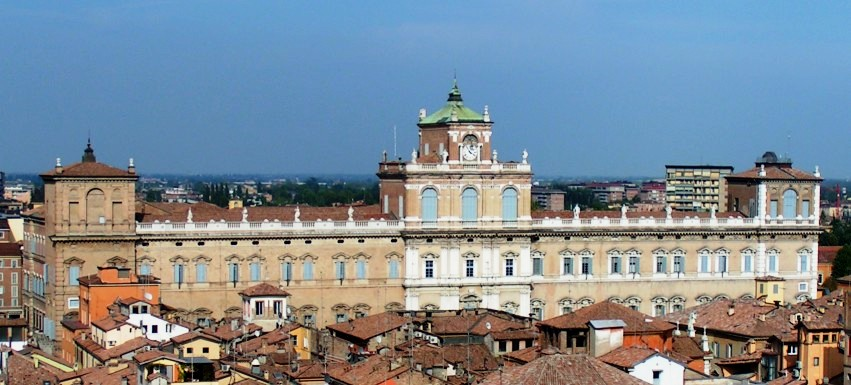
Palatul Ducal din Modena.

Palatul Ducal din Modena este un palat baroc din Modena, Italia. A fost reședința Ducilor de Modena din Casa de Este între 1634 și 1859. În prezent găzduiește o parte din Academia Militară italiană.

## Istoric
Construcția palatului a început sub Francesco I d'Este, Duce de Modena în 1634 și a fost finalizată de Francesco V. Palatul ocupă vechiul loc al castelului Este altădată situat la periferia orașului. Deși în general este considerat creația arhitectului Bartolomeo Avanzini, s-a sugerat că în procesul de proiectare au fost solicitați și Pietro da Cortona, Gian Lorenzo Bernini și Francesco Borromini.
Palatul are o fațadă barocă de unde pot fi accesate Curtea de Onoare și Scările de Onoare.
Palatul găzduiește în prezent Academia Militară italiană, Muzeul Militar și o bibliotecă prețioasă.
Ceremoniile militare au loc în Curtea de Onoare.

## Nașteri și decese Este

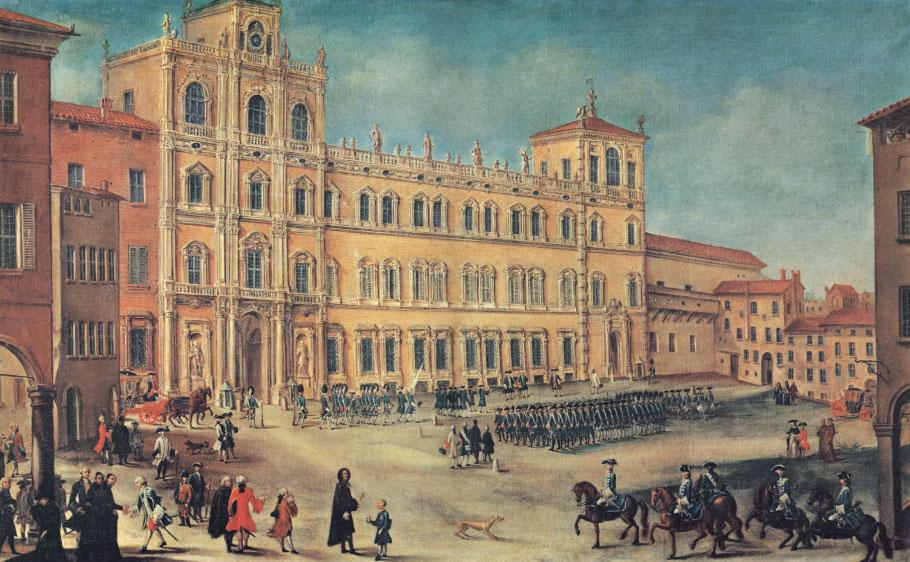
Palatul Ducal din Modena, sec. XVIII, artist necunoscut

Fiind un palat rezidențial, un număr semnificativ de membri ai Casei de Este s-au născut sau au murit la palat, inclusiv:
- Isabella d'Este (1635–1666) - născută la palat.
- Rinaldo d'Este, Duce de Modena (1655–1737) - născut și decedat la palat.
- Ducesa Charlotte de Brunswick-Lüneburg (1671–1710) - decedată la palat.
- Maria Teresa Felicitas d'Este (1726–1754) - născută la palat.
- Ercole al III-lea d'Este, Duce de Modena (1727–1803) - născut la palat.
- Maria Fortunata d'Este (1731–1803)